# Antaviana
Antaviana és una obra de teatre musical de la companyia Dagoll Dagom basada en textos de Pere Calders amb música i cançons de Jaume Sisa.
Es va estrenar el 27 de setembre de 1978 a la Sala Villarroel després d'una preestrena que va tenir lloc el dia 16 de setembre.
Aquesta obra és considerada com una fita cabdal del teatre català ja que fou el primer espectacle musical de Dagoll Dagom, gènere en el qual s'acabaria especialitzant la companyia. L'obra va marcar un abans i un després en la trajectòria inicial de Dagoll Dagom i suposà l'inici de la llarga col·laboració dels escenògrafs Isidre Prunés i Montse Amenós amb la companyia.
El repartiment original, sota una direcció col·lectiva, estava format per Joan Lluís Bozzo, Assumpta Rodés, Miquel Periel, Pepe Rubianes, Anna Rosa Cisquella, Mar Targarona i Berty Tovías.
D'altra banda, aquest espectacle propicià una redescoberta de l'obra de Pere Calders als anys 70 i 80. Els contes de Pere Calders escollits per conformar la peça foren El primer arlequí, El principi de la saviesa, Hedera Helix, La finestra, En començar el dia, Els nens voladors, Feblesa de caràcter, Ganes de buscar-se-la, L'esperit guia, El testament de La Hiena, Quieta nit, La consciència, visitadora social, El desert, Raspall i Cada u del seu ofici.
L'autor va mirar de convèncer els integrants de Dagoll Dagom per aturar el projecte, tal com explicà en una entrevista amb Josep M. Espinàs i es recull en dos folis plens de comentaris que conserva la companyia teatral. Tanmateix, un assaig general amb l'autor com a únic integrant del públic va ser suficient per resoldre tota reticència.
L'obra va ser un èxit immediat tal com demostra la seva reposició de 1985 estrenada al Teatre Condal. La segona versió, dirigida per Mar Targarona, Joan Lluís Bozzo i Anna Rosa Cisquella comptava, entre d'altres, amb Àngels Aymar, Francesc Orella i Boris Ruiz en el repertiment.
Aquesta va ser la primera reposició d'una obra de Dagoll Dagom. Fins ara la companyia només ha reposat Antaviana (1978 i 1985), El Mikado (1986 i 2005) i Mar i Cel (1988, 2004 i 2014).
Vint anys després de l'estrena original, un grup d'escriptors que incloïa Josep M. Lladó, Jaume Fuster, Maria Antònia Oliver i Isidor Cònsul, van demanar la inclusió de la paraula antaviana (imaginada per Pere Calders en un conte infantil publicat a Cavall Fort) en el Diccionari de l'Institut d'Estudis Catalans. Un altre grup d'escriptors (amb Joaquim Molas, Josep M. Espinàs, Quim Monzó i Xavier Bru de Sala) s'hi oposaven per no limitar ni fixar l'abast de la paraula. I al capdavall no s'hi inclogué.